# Alapaiwahine
Alapaʻiwahine je bila havajska princeza,  pretkinja kralja Kalakaue.
Bila je rođena iz incesta, kao članica vrlo moćne obitelji, kći Kalaninuiamamaa i njegove kćeri Kaolanialiʻi. Ovakvo nešto je bilo vrlo neobično čak i za kraljevsku obitelj.
Bila je sestra Kalaniʻōpuʻu-a-Kaiamamaa i rođakinja kralja Kamehamehe I. Udala se za Kepoʻokalanija te je imala dvojicu sinova: Kamanawu II. i Kapelakapuokakaea.